# Silver Kerna
Silver Kerna (* 13. August 1994 in Tallinn) ist ein estnischer Eishockeyspieler, der seit 2020 beim HC Panter Tallinn in der Meistriliiga unter Vertrag steht.

## Karriere
Silver Kerna begann seine Karriere als Eishockeyspieler im finnischen Lappeenranta bei Saimaan Pallo. Für das Team aus Südkarelien spielte er vier Jahre in verschiedenen Nachwuchsligen. 2012 zog es ihn nach Kouvola, wo er zwei Jahre für den örtlichen Club KooKoo ebenfalls vorwiegend im Juniorenbereich spielte. In der Relegation der II-divisioona stand er 2014 aber auch erstmals für die zweite Herren-Mannschaft auf dem Eis. Am Ende jener Spielzeit verließ er KooKoo und wechselte zu Mikkelin Jukurit. 2016/17 stand er beim JHT Kalajoki in der Suomi-sarja unter Vertrag. Anschließend wechselte er in seine Heimat zum HC Viking Tallinn, mit dem er 2018 estnischer Meister wurde. Nachdem er seine Karriere in der Spielzeit 2019/20 unterbrach, spielt er seit 2020 beim HC Panter Tallinn erneut in der Meistriliiga.

### International
Für Estland nahm Kerna im Juniorenbereich in der Division II an den U20-Weltmeisterschaften 2011, 2012, 2013, als er gemeinsam mit seinem Landsmann Mark Taru die beste Plus/Minus-Bilanz des Turniers erreichte und damit erheblich zum Aufstieg des Teams aus dem Baltikum von der B- in die A-Gruppe der Division II beitrug, und 2014 teil.
Im Seniorenbereich wurde Kerna erstmals für die Weltmeisterschaft der Division II 2014 nominiert, als ihm mit seinem Team der Aufstieg in die Division I gelang. Dort spielte er dann bei den Weltmeisterschaften 2015, 2016, 2019, 2022 und 2023. Zudem vertrat er seine Farben beim Baltic-Cup 2016 und 2017, beim Baltic-Challenge-Cup 2019 und 2022 und bei der Olympiaqualifikation für die Winterspiele in Pyeongchang 2018.

## Erfolge und Auszeichnungen
- 2013 Aufstieg in die Division II, Gruppe A, bei der U20-Weltmeisterschaft der Division II, Gruppe B
- 2013 Beste Plus/Minus-Bilanz der U20-Weltmeisterschaft der Division II, Gruppe B
- 2014 Aufstieg in die Division I, Gruppe B, bei der Weltmeisterschaft der Division II, Gruppe A
- 2018 Estnischer Meister mit dem HC Viking Tallinn